# Ernesto Krotoschin
Ernesto Krotoschin ( Berlín, Alemania, 1900 – Argentina, junio de 1988 ) fue un abogado, profesor de Derecho, laboralista que ejerció su profesión primero en su país natal y después en Argentina.  

## Actividad profesional
En Alemania fue profesor en la cátedra de Walter Kaskel, un jurista especializado en Derecho laboral
entre 1924 y 1926. Cuando Adolf Hitler llegó al poder, Krotoschin, que daba cursos de capacitación para representantes gremiales en sindicatos independientes, es decir no enrolados en la derecha ni en la izquierda, comenzó a ser perseguido por lo cual en 1933 se  refugió en Francia, donde se dedicó a la ayuda y reeducación profesional de jóvenes expatriados. Finalmente viajó a  Argentina en donde comenzó a ejercer la docencia y a escribir trabajos de su especialidad que publicó en las revistas La Ley, Gaceta del Trabajo, y en el Boletín del Instituto de Enseñanza Práctica de la Facultad de Derecho de la Universidad de Buenos Aires. En 1938 publicó su obra fundamental Instituciones del Derecho del Trabajo que más adelante fue reeditado y en colaboración con Jorge Ratti en 1957 escribió el Código del Trabajo anotado. Otras obras de su autoría fueron Tendencias actuales en el derecho del trabajo de 1959 y el Tratado teórico práctico de derecho del Trabajo de 1967 y ediciones posteriores, obras que todavía son citadas por la doctrina y la jurisprudencia. Tradujo al español la quinta edición alemana de la obra del laboralista Walter Kaskel en la versión elaborada por Hermann Dersch.
Se desempeñó como profesor de la Universidad del Litoral, enseñando derecho del trabajo y derecho civil, y en la Universidad Nacional de La Plata, como profesor titular de Derecho Privado. Fue fundador y presidente de la Asociación Argentina de Derecho del Trabajo y de la Seguridad Social. En 1988 se publicó un libro en su homenaje.
Falleció en junio de 1988.